# Rysopis - Segni particolari nessuno
Rysopis - Segni particolari nessuno (Rysopis) è un film del 1964 scritto, diretto e interpretato da Jerzy Skolimowski, prima pellicola del regista in cui vi figura il personaggio di Andrzej Leszczyc, suo alter-ego.

## Trama
Un giorno della vita dello studente Andrzej, che tra il mattino e il tardo pomeriggio, abbandona gli studi, lascia la fidanzata e decide di arruolarsi. Prima di partire, il ragazzo cerca di sistemare la sua vita e conosce Barbara, che considera la donna che aveva sempre aspettato. (da Mubi)